# Udden, Söderköpings kommun
Udden är en bebyggelse vid södra stranden av Slätbaken i Mogata socken i Söderköpings kommun. SCB avgränsar här en småort sedan 2023.